# Митищі (станція)

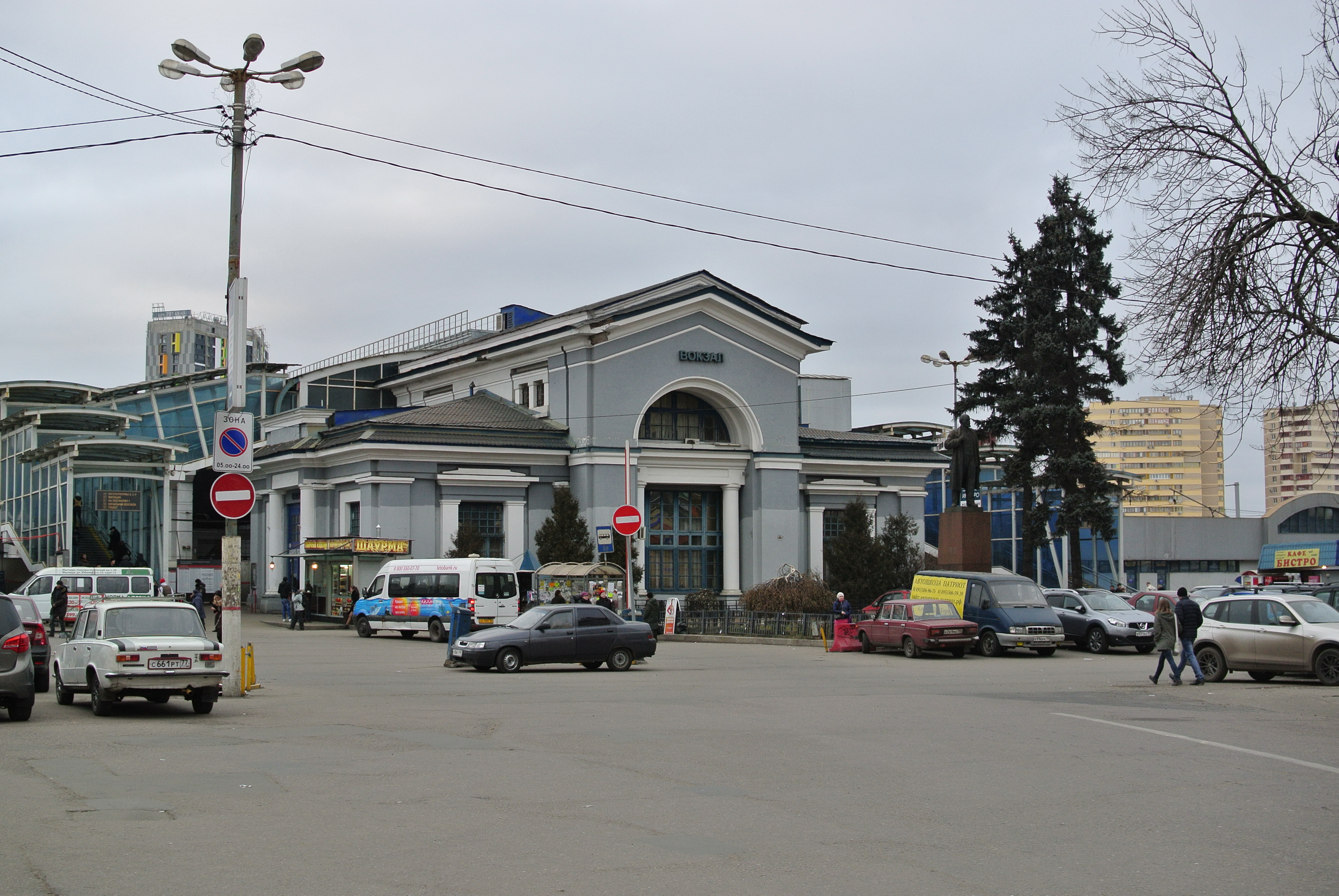
Будівля вокзалу у Митищах, побудована в 1896 році

Мити́щі (рос. Мытищи) — вузлова залізнична станція Ярославського напрямку Московської залізниці в однойменному місті Московської області. Входить до Московсько-Курського центру організації роботи залізничних станцій ДЦС-1 Московської дирекції управління рухом. За основним характером роботи є вантажною, за обсягом роботи віднесена до 1 класу.
Станція є вузловою — від головного ходу Москва — Александров відходить хордова лінія («монінська лінія») до станції Фрязево Горьківського напрямку МЗ з тупиковим відгалуженням на Фрязино. Раніше існувала залізниця Митищі — Пирогово (частина збереглася для вантажного руху до товарного парку Митищі-Північні). Поїзди далекого прямування на станції не зупиняються.
Дільниця Москва — Митищі була другою електрифікованою в СРСР.
На станції 4 пасажирські платформи — 3 острівні, одна берегова, 6 пасажирських колій. Нумерація пасажирських колій (від будівлі вокзалу): 2 головна (платформа 1), 4 головна (платформа 2), 5 (платформи 2 і 3, в основному, використовується для прийому поїздів «Супутник», що прямують з Москви, висадка і посадка на які здійснюється з платформи 3), 3 головна (платформа 3), 1 головна (платформа 4), 8 (платформа 4). Залізничний міст після реконструкції є заскленою спорудою (офіційна назва — конкорс, автор проекту — архітектор Саша Лукич), основну площу якого займає зал очікування з виходами до платформ, розташовується над коліями і платформами, він же служить переходом над залізничними коліями. Також функціонує транзитний міст для переходу через колії (без спусків на платформи), побудований під час реконструкції станції.
Платформи обладнані турнікетами.
Від станції відходять під'їзні колії заводів «Метровагонмаш» і ММЗ. На коліях станції часто відстоюються перед відправленням в Москву та інші міста вагони метрополітену.
Поруч зі станцією знаходиться побудований у 2003 році автовокзал.
Знаходиться за 18 км від Москва-Пасажирська-Ярославська. Відстань проходиться електропоїздами-експресами за 18 хвилин, звичайними (що прямують з усіма зупинками) — за 27-28 хвилин.

## Вокзал
Сучасна будівля вокзалу була побудована в 1896 році за проектом архітектора Л. М. Кекушева через будівництво вагонобудівного заводу.
Електрифікація дільниці Москва — Митищі завершено 29 серпня 1929 року.
В ході реконструкції вокзального комплексу в 2004 році було побудовано конкорс — критий пішохідний міст над усіма коліями станції, який сполучив дві частини Митищ.